# Expedition Röda havet
Expedition Röda havet är en svensk dokumentärfilm från 1957 i regi av Bengt Börjeson.

## Handling
Filmen kretsar kring ett sällskap från Västkustens Dykarklubb som reser till Röda havet och bygger om en gammal kutter för ändamålet. De döper båten till "Red Sea" och reser iväg i januari 1956. Filmen följer deras resa och möten med lokalbefolkning, hav och livsfaror i form av hajar, barracudor och djävulsrockor. Allt filmas och stämningen är munter när man bland annat byter till sig en värphöna mot ett paket cigaretter och hittar en liten skatt i form av fullt drickbar vermouth i ett vrak från andra världskriget.

## Om filmen
Filmen hade svensk premiär den 12 november 1956 på biografen Draken i Göteborg. Den mottogs väl av recensenterna som tyckte att den stod sig relativt väl mot Costeaus film Den tysta världen som kommit ut året innan.